# Aaron Linker
Aaron Linker est l'acteur principal qui joue le rôle d'Adrian Monk petit dans Little Monk.